# ゲオルク・フォン・アンハルト＝デッサウ
ゲオルク・ベルンハルト・フォン・アンハルト＝デッサウ（Georg Bernhard von Anhalt-Dessau, 1796年2月21日 - 1865年10月16日）は、ドイツの諸侯アンハルト＝デッサウ家の公子。

## 生涯
アンハルト＝デッサウ公世子フリードリヒと、その妻でヘッセン＝ホンブルク方伯フリードリヒ5世の娘アマーリエの間の第3子・次男。デッサウの騎士大通り（Kavalierstraße）に自身のための宮殿を建造したが、4万5000ターラーもの巨額の建造費用のために多額の借財に苦しんだ、この宮殿は相続した子供たちの家名に因みライナ宮殿（Palais Reina）と呼ばれ、後には美術館として転用された時期もあったが、第二次世界大戦中の戦災で最終的に消失した。

## 子女
1825年8月6日ルードルシュタットで、従妹にあたるシュヴァルツブルク＝ルードルシュタット侯女カロリーネ（1804年 - 1829年）と結婚。彼女は母方の叔母ルイーゼ（1772年 - 1854年）とその夫のカール・ギュンター侯子（1771年 - 1825年）の間の娘である。間に1男1女があった。
- ルイーゼ（1826年 - 1900年）
- フリードリヒ（1828年）

最初の妻と死別して2年後の1831年10月4日、ドレスデンで下級貴族の娘テレーゼ・エンマ・フォン・エルトマンスドルフ（1807年 - 1848年）と再婚する。エンマの出自が低いため貴賤結婚とされ、妻子はライナ伯爵／伯爵夫人（Graf/Gräfin von Reina）の家名を授けられた。エンマとの間には7人の子があった。
- フランツ（1832年 - 1879年）
- マティルデ（1833年 - 1917年） - 1859年Otto von Koenneritzと結婚
- ヘレーネ（1835年 - 1860年） - 1855年叔父ヴィルヘルム公子との養子縁組によりアンハルト＝デッサウ公女の称号を名乗り、同年にシュヴァルツブルク＝ルードルシュタット侯フリードリヒ・ギュンターと結婚
- エンマ（1837年 - 1909年）
- マリア（1839年 - 1931年）
- ルドルフ（1842年 - 1921年） - 1882年Marie Parisと結婚
- カール（1844年 - 1900年） - 1887年Cosima von Mörnerと結婚（1893年離婚）、1894年伯爵令嬢マリア・フォン・デア・グレーベンと再婚

## 引用
1. ↑  http://www.reisewerk.de/stadpark-historie/Stadtpark_Historie.ebook.pdf